# 耳羽钩毛蕨
耳羽钩毛蕨（学名：Cyclogramma auriculata），为金星蕨科钩毛蕨属下的一个植物种。